# Lepidopilum filosum
Lepidopilum filosum là một loài rêu trong họ Daltoniaceae. Loài này được Herzog mô tả khoa học đầu tiên năm 1916.